# R.E.M.
R.E.M. là 1 ban nhạc rock đến từ Athens, Georgia, Hoa Kỳ. Được thành lập vào năm 1980 bởi các thành viên Michael Stipe - giọng ca chính, tay guitar Peter Buck, tay bass Mike Mills và tay trống Bill Berry. Ban nhạc đã đạt được rất nhiều thành công và được coi là nhóm nhạc có ảnh hưởng lớn nhất trong dòng nhạc alternative thập niên 80 và 90. Năm 2011, band nhạc tuyên bố chia tay sau 31 năm sáng tác và biểu diễn với 15 album được phát hành và bán được hơn 85 triệu album trên toàn thế giới.

## Nét chính
R.E.M thành lập vào năm 1980 tại Athens, Georgia, Mỹ bởi các thành viên Michael Stipe – Giọng ca chính, guitar Peter Buck, bass Mike Mills và tay trống Bill Berry. Là một trong những band nhạc alternative rock nổi tiếng sớm nhất, R.E.M. giành được sự chú ý nhờ giai điệu, cách chơi theo kiểu hợp âm rải của Buck, cùng với chất giọng của Stipe. R.E.M. phát hành single đầu tiên, "Radio Free Europe" năm 1981 trong các đĩa của hãng thu âm độc lập Hib-Tone. Đĩa đơn này sau đó được phát hành lại trong EP Chronic Town năm 1982, (bản phát hành đầu tiên của band với hãng I.R.S. Records). Năm 1983, band nhạc phát hành album đầu tiên được giới phê bình đánh giá cao Murmur, và bắt đầu xây dựng danh tiếng cho mình trong các năm tiếp theo với việc tiếp tục phát hành album, đi tour và hỗ trợ cho các đài radio trong các trường đại học. Sau một vài năm thu được các thành công nhỏ, R.E.M. đạt được thành công bước ngoặt vào năm 1987 với đĩa đơn "The One I Love". Band nhạc đã ký được hợp đồng với hãng đĩa Warner Bros. Records năm 1988.
Đầu những năm 1990 khi alternative rock bắt đầu đạt được những thành công rộng lớn, R.E.M. được các band nhạc đi sau như Nirvana và Pavement coi là band nhạc tiên phong của thể loại này. Band nhạc tiếp tục phát hành 2 album thành công nhất về mặt thương mại cua mình là, Out of Time vào năm 1991) và Automatic for the People vào năm 1990, dù âm nhạc trong 2 album không phải như kiểu âm nhạc lúc đầu của band. Album năm 1994, Monster, mới trở lại âm nhạc theo hướng rock hơn và nhóm bắt đầu đi tour đầu tiên trong 6 năm để quảng bá cho album. Năm 1996, R.E.M. ký hợp đồng lại với Warner Bros theo một bản hợp đồng có giá kỉ lục lúc đó là 80 triệu USD. Cùng năm đó, Bill Berry rời band nhạc, trong khi Buck, Mills, and Stipe tiếp tục hoạt động. Trải qua một số thay đổi về phong cách nhạc, band nhạc tiếp tục sự nghiệp của mình trong những năm tiếp theo và đạt được nhiều thành công về mặt thương mại. Năm 2007 band nhạc được giới thiệu vào Rock and Roll Hall of Fame. Tháng 9 năm 2011, band nhạc tuyên bố chia tay sau 31 năm sáng tác và biểu diễn với 15 album được phát hành và bán được hơn 85 triệu album trên toàn thế giới.

## Thành viên
- Bill Berry; trống (1979–1997)
- Peter Buck; guitar (1979–2011)
- Mike Mills; bass (1979–2011)
- Michael Stipe; vocal (1979–2011)

## Danh sách album

### Albums phòng thu
| Năm  | Tên                          | Vị trí trên BXH | Vị trí trên BXH | Vị trí trên BXH | Vị trí trên BXH | Vị trí trên BXH | Vị trí trên BXH | Vị trí trên BXH | Vị trí trên BXH | Vị trí trên BXH |
| Năm  | Tên                          | US              | DE              | AT              | CH              | UK              | NZ              | FRA             | FIN             | SWE             |
| ---- | ---------------------------- | --------------- | --------------- | --------------- | --------------- | --------------- | --------------- | --------------- | --------------- | --------------- |
| 1983 | Murmur                       | 36              | –               | –               | –               | –               | –               | –               | –               | –               |
| 1984 | Reckoning                    | 27              | –               | –               | –               | 91              | –               | –               | –               | –               |
| 1985 | Fables of the Reconstruction | 28              | –               | –               | –               | 35              | –               | –               | –               | –               |
| 1986 | Lifes Rich Pageant           | 21              | –               | –               | –               | 43              | –               | –               | –               | –               |
| 1987 | Document                     | 10              | –               | –               | –               | 28              | –               | –               | –               | –               |
| 1988 | Green                        | 12              | –               | –               | –               | 27              | –               | –               | –               | –               |
| 1991 | Out of Time                  | 1               | –               | 1               | 3               | 1               | –               | 80              | –               | 7               |
| 1992 | Automatic for the People     | 2               | 2               | 3               | 3               | 1               | 1               | 9               | –               | 7               |
| 1994 | Monster                      | 1               | 2               | 1               | 1               | 1               | 1               | 11              | –               | 1               |
| 1996 | New Adventures in Hi-Fi      | 2               | 1               | 1               | 1               | 1               | 1               | 6               | 1               | 1               |
| 1998 | Up                           | 3               | 1               | 1               | 7               | 2               | 38              | 9               | 10              | 2               |
| 2001 | Reveal                       | 6               | 1               | 1               | 1               | 1               | 10              | 4               | 3               | 2               |
| 2004 | Around the Sun               | 13              | 1               | 1               | 1               | 1               | 12              | 9               | 3               | 1               |
| 2008 | Accelerate                   | 2               | 2               | 2               | 1               | 1               | 5               | 17              | 10              | 7               |
| 2011 | Collapse into Now            | 5               | 1               | 2               | 1               | 5               | 10              | 31              | 17              | 9               |

## liên kết ngoài
| Tìm hiểu thêm về R.E.M. tại các dự án liên quan |                                |
| Tìm kiếm Wiktionary                             | Từ điển từ Wiktionary          |
| Tìm kiếm Commons                                | Tập tin phương tiện từ Commons |
| Tìm kiếm Wikiquote                              | Danh ngôn từ Wikiquote         |

- Website chính thức
- R.E.M. trên DMOZ
- R.E.M, một cái tên trở thành huyền thoại Lưu trữ ngày 22 tháng 3 năm 2012 tại Wayback Machine